# Yes, Your Grace
Yes, Your Grace (с англ. — «Да, Ваша Милость») — компьютерная ролевая стратегическая игра, разработанная студией Brave at Night и изданная компанией No More Robots. 6 марта 2020 года игра была выпущена на Microsoft Windows и macOS, 26 июня 2020 года — на Nintendo Switch и Xbox One, а 10 ноября 2020 года она вошла в стартовую линейку Xbox Series X/S. Игровой процесс Yes, Your Grace состоит в управлении небольшим королевством, в котором игрок должен распределять ограниченное количество ресурсов. Игра разрабатывалась несколько лет, и на неё оказали сильное влияние зимы в Польше. Игра получила в основном положительные отзывы от критиков.

## Игровой процесс
Yes, Your Grace — симулятор управления королевством. Игрок управляет королём по имени Эрик Давернский и должен в различных ситуациях делать выбор, как королю следует реагировать на то или иное событие в королевстве, помочь просителям или же отказать. Игровой процесс разделён на недели, а о всех событиях сообщают посетители королевского двора. Игрок должен распределять деньги и припасы, управлять военными силами и небольшим числом генералов, ведьм и охотников.

## Разработка и выпуск
Yes, Your Grace была вдохновлена игрой 2015 года Papers, Please и игрой 2012 года Crusader Kings II. Разработка игры началась одновременно со стартом кампании на Kickstarter в 2015 году. Всего разработка заняла пять лет, и большая её часть была осуществлена в польской деревне. Относительная удалённость деревни оказала значительное влияние на разработку, а окружающие пейзажи и суровые зимы в частности оказали влияние на игровой дизайн.
6 марта 2020 года игра была выпущена в Steam и GOG. За первую неделю продажи принесли 600 000 $, что являлось для игры коммерческим успехом. Успех игры связывался с удачным трейлером и доступности переводов на несколько языков на старте продаж. 26 июня 2020 года вышел порт игры на Nintendo Switch и Xbox One, а 10 ноября 2020 года вышел порт на Xbox Series X/S, вошедший в стартовую линейку этих консолей.

## Критика
Yes, Your Grace получила в целом положительные отзывы критиков. На агрегаторе рецензий Metacritic средний балл игры на ПК составляет 75 из 100 на основании 26 рецензий, а на Nintendo Switch — 74 из 100 на основании 8 рецензий. Николь Карпентер из Polygon положительно отозвалась об игре, похвалив её невысокий темп и умение противостоять сейв-скаммингу. Пол Тамайо в рецензии для Kotaku положительно оценил игру, назвав её «весёлым местом для отвода тревоги» и «очень крутым возвращением в прошлое», но раскритиковав некоторые ситуации, напоминавшие «классический симулятор кошмара на радио». Люк Кемп из PC Games также оставил игре положительную оценку, похвалив её сценарий и посчитав, что анимации игры в особенности хороши, однако раскритиковав отвлекающую смену атмосферы. Роб Манди из Nintendo Life оценил игру в 7 баллов из 10, похвалив её за сценарий и отражение средневековый жизни, однако отметив, что игра «может ощущаться несправедливо наказывающей».
Крис Братт в рецензии для PCGamesN также оценил игру в 7 баллов из 10, похвалив отражение отношений короля Эрика со своей семьёй, однако отметив, что игре недостаёт по-настоящему важных выборов, посчитав, что большая часть крупных событий происходит независимо. Роб Гордон из ScreenRant оставил игре смешанную оценку, назвав сюжет «блистательным» и похвалив персонажей, однако отметил, что напирание игры на бинарные выборы приводят к фрустрации, так как на его взгляд относительно незначимые вещи в игре занимают слишком много ресурсов.
Малинди Хэтфилд в рецензии для Eurogamer оставила игре негативную оценку, отметив, что игра не вызывала у нее никаких чувств к персонажам, и раскритиковав разочаровывающие игровые механики и мучительные смены тона, однако похвалила игру за графику.

## Продолжение
8 июня 2023 года была анонсирована Yes, Your Grace: Snowfall — сиквел Yes, Your Grace.